# Saint-Julien-de-la-Nef
Saint-Julien-de-la-Nef är en kommun i departementet Gard i regionen Occitanien i södra Frankrike. Kommunen ligger i kantonen Sumène som tillhör arrondissementet Le Vigan. År 2022 hade Saint-Julien-de-la-Nef 145 invånare.

## Befolkningsutveckling
Antalet invånare i kommunen Saint-Julien-de-la-Nef
Referens:INSEE